# Marciano Vidal García
Marciano Vidal García (14 giugno 1937) è un teologo e presbitero spagnolo.

## Biografia
Nato a San Pedro de Trones, un piccolo centro della Provincia di León, Vidal García è entrato nel noviziato della Congregazione del Santissimo Redentore nel 1955 e l'anno successivo ha effettuato la professione di fede. Ha studiato filosofia e teologia al Seminario Sant'Alfonso a Laguna de Duero e nel 1962 è stato ordinato prete. 
Successivamente ha studiato presso la Pontificia Università di Salamanca, dove nel 1964 ha ottenuto la licenza in teologia. Ha poi approfondito i suoi studi a Roma all'Accademia alfonsiana e nel 1967 ha conseguito il dottorato in teologia morale con una tesi intitolata El comportamiento del apostol durante la mision segun la consignas de Mt 10, 8b-16 (Il comportamento dell'apostolo durante la missione secondo le indicazioni di Mt 10,8b-16). Dal 1968 al 1970 ha studiato psicologia all'Università Complutense di Madrid. Dal 1971 al 2005 è stato professore ordinario all'Università Pontificia Comillas e ha insegnato anche all'Instituto Superior de Ciencias Morales, di cui è stato direttore dal 1973 al 1978 e dal 1993 al 1999. L'attività di ricerca di Vidal García ha riguardato il rinnovamento della teologia morale cattolica dopo il Concilio Vaticano II. Il teologo spagnolo è stato autore o coautore di numerosi libri, molti dei quali sono stati tradotti in varie lingue.

## Libri principali
- Moral del amor y de la sexualidad, Sígueme, Salamanca, 1971 (in italiano: Morale dell'amore e della sessualità, Cittadella Editrice, Assisi, 1973)
- Moral y sexualidad prematrimonial, Perpetuo Socorro, Madrid, 1972 (in italiano: I rapporti prematrimoniali, Cittadella Editrice, Assisi, 1973)
- Moral de actitudes. Moral fundamental personalista, Perpetuo Socorro, Madrid, 1974
- Moral de actitudes. Tomo primero, Moral fundamental, Perpetuo Socorro, Madrid, 1975
- Moral de actitudes. Tomo segundo, Moral de la Persona, Perpetuo Socorro, 1977
- Moral de actitudes. Tomo tercero: Moral social, Perpetuo Socorro, Madrid, 1979
- Moral del matrimonio, Perpetuo Socorro, Madrid, 1980
- Ética de la sexualidad, Tecnos, Madrid, 1991 (in italiano: Etica della sessualità, SEI, Torino, 1993)
- Diccionario de ética teológica, Verbo Divino, Estella, 1991
- Moral y espiritualidad. De la separación a la convergencia, Perpetuo Socorro, Madrid, 1997 ( in italiano: Morale e spiritualità. Dalla separazione alla convergenza, Cittadella Editrice, Assisi, 1998)
- Nueva Moral Fundamental. El hogar teológico de la Ética, Desclée, Bilbao, 2000 (in italiano: Nuova morale fondamentale. La dimora teologica dell'etica, EDB, Bologna, 2004)